# 16077 Arayhamilton
16077 Arayhamilton è un asteroide della fascia principale. Scoperto nel 1999, presenta un'orbita caratterizzata da un semiasse maggiore pari a 2,4271483 UA e da un'eccentricità di 0,1766125, inclinata di 6,26502° rispetto all'eclittica.